# Partito di Centro (Norvegia)
Il Partito Centrista (Senterpartiet, SP) è un partito politico norvegese.

## Storia
Il partito è stato fondato nel 1920 con il nome di Partito degli agricoltori, nome che è stato mutato solo nel 1959. SP non è riconducibile alle tradizionali ideologie del XIX secolo. È, infatti, nato con lo scopo specifico di difendere gli interessi delle zone rurali del paese e per favorire una politica decentrata ed autonomista.
Sino al 1972 è stato contrario all'ingresso della Norvegia nella Comunità Europea. Ha preso parte sia a coalizioni di centro-sinistra che di centro-destra. In Norvegia, però, come un po' in tutti i paesi scandinavi, spesso, più che di coalizioni di centro-destra si parla di coalizioni di partiti "non-socialisti". Il forte peso del Partito Laburista Norvegese, infatti, ha spinto partiti di centrosinistra ad allearsi con la destra pur di garantire un'alternanza al governo.
SP ha preso parte a sette governi tra il 1930 ed il 2000 e di questi ne ha guidati tre. Con il passar del tempo il partito si è caratterizzato sempre meno come rappresentante del mondo agricolo ed ha accentuato l'attenzione alle politiche ambientaliste e di decentramento politico-amministrativo.
Alle elezioni del 2005 il partito ha ottenuto il 6,5% dei voti ed 11 deputati. È entrato, così, a far parte della coalizione di governo "Rosso-Verde" insieme ai Laburisti ed al Partito della Sinistra Socialista.

## Leader
- Johan E. Mellbye (1920-1921)
- Kristoffer Høgset (1921-1927)
- Erik Enge (1927-1930)
- Jens Hundseid (1930-1938)
- Nils Trædal (1938-1948)
- Einar Frogner (1948-1954)
- Per Borten (1955-1967)
- John Austrheim (1967-1973)
- Dagfinn Vårvik (1973-1977)
- Gunnar Stålsett (1977-1979)
- Johan J. Jakobsen (1979-1991)
- Anne Enger Lahnstein (1991-1999)
- Odd Roger Enoksen (1999-2003)
- Åslaug Haga (2003-2008)
- Lars Peder Brekk (2008-2008)
- Liv Signe Navarsete (2008-2014)
- Trygve Slagsvold Vedum (2014-in carica)

## Risultati elettorali
| Elezione          | Voti    | %     | Seggi    |
| ----------------- | ------- | ----- | -------- |
| Parlamentari 2001 | 140.287 |       | 10 / 169 |
| Parlamentari 2005 | 171.124 |       | 11 / 169 |
| Parlamentari 2009 | 165.006 |       | 11 / 169 |
| Parlamentari 2013 | 155.394 |       | 10 / 169 |
| Parlamentari 2017 | 302.017 |       | 19 / 169 |
| Parlamentari 2021 | 402.961 | 13.50 | 28 / 169 |